# Елеонора Вюртемберзька
Елеонора Вюртемберзька (нім. Eleonore von Württemberg, 22 березня 1552 — 12 січня 1618) — принцеса Вюртемберзька з Вюртемберзького дому, донька герцога Вюртемберзького Крістофа та принцеси Бранденбург-Ансбаської Анни Марії, дружина першого князя об'єднаного Ангальту Йоакіма Ернста, а після його смерті — ландграфа Гессен-Дармштадту Георга I.
Авторка книг з медицини.

## Біографія
Народилась 22 березня 1552 року в Тюбінгені. Була шостою дитиною та п'ятою донькою в родині  герцога Вюртембергу Крістофа та його дружини Анни Марії Бранденбург-Ансбаської. Мала старшого брата Ебергарда та сестер Ядвіґу, Єлизавету, Сабіну й Емілію. Згодом сімейство поповнилося шістьмома молодшими дітьми, з яких вижили Людвіг, Доротея Марія, Анна та Софія.
Втратила батька у 16-річному віці. Матір більше не одружувалася, проте невдовзі закохалася у ландграфа Гессен-Дармштадтського. Згодом перебувала під наглядом, як психічно хвора людина.
18-річна Елеонора була видана заміж за 34-річного князя Ангальтського Йоакіма Ернста. Весілля відбулося 9 січня 1571 року у Штутгарті. Наречений був удівцем і мав п'ятьох малолітніх дітей від попередньої дружини. Його змальовували як типового правителя епохи Відродження. Відзначали різнобічну освіченість князя, його майстерність у лицарських вправах, пристрасть до полювання, палку зацікавленість богословськими питаннями та м'який характер. Основною резиденцією пари був замок в Дессау, який до 1580 року розширювався. У подружжя з'явилося десятеро спільних нащадків
Йоакім Ернст пішов з життя 6 грудня 1586 року. За кілька років Елеонора взяла другий шлюб. 8 лютого 1589 у Штутгарті відбулися її заручини із ландграфом Гессен-Дармштадтським.

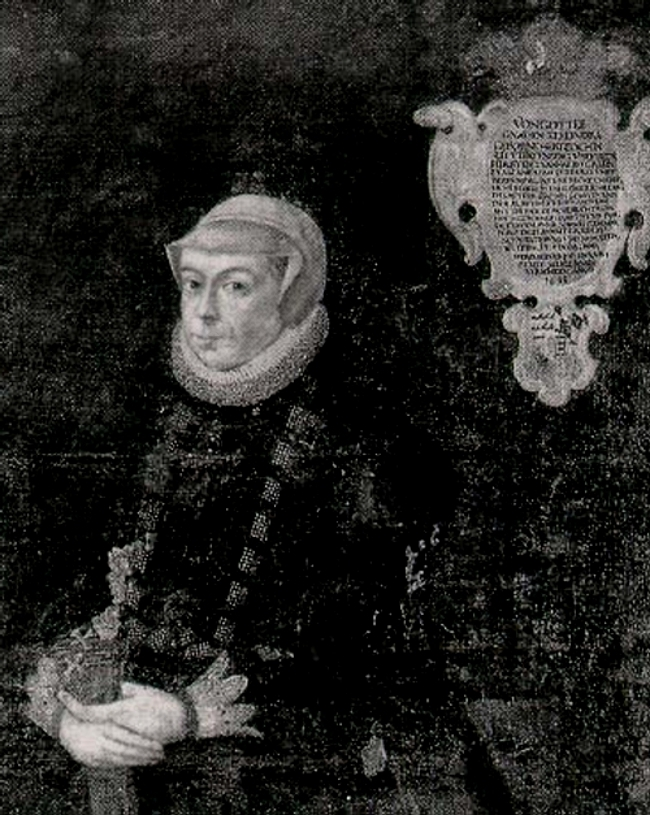
Портрет Елеонори

У 37-річному віці княгиня стала дружиною 41-річного ландграфа Гессен-Дармштадту Георга I. Весілля пройшло 25 травня 1589 року в Дармштадті. Наречений також був удівцем і мав шестеро дітей від першого шлюбу. Отримав прізвисько Благочесний за вірність вченню Лютера, надзвичайну релігійність і дуже жорсткі моральні принципи. За його правління з країни були вигнані юдеї, проводилися полювання на відьом. Разом з тим, відзначався бережливістю і не залишив після себе боргів. Резиденцією пари став новий ренесансний палац Дармштадта, оточений ровом і бастіонами. Від 1594 року в палаці також містився притулок для сиріт. Мали мисливський замок Краніхштайн на північ від столиці. Полюбляла родина також відбудований замок Ліхтенберг за «здорове повітря». У подружжя народився єдиний син.
Елеонора цікавилася різними галузями знань, у тому числі медициною. За допомоги лікаря Ребхольда, написала та видала шість книг з рекомендаціями щодо лікування хвороб. Друкувалася під псевдонімом «Lobesan», що у перекладі з давньонімецької означає похвальна, благочесна.
Георг помер у лютому 1596 року. Елеонора певний час мешкала при дворі свого зятя Фрідріха Вільгельма I, герцога Саксен-Веймару. Близько 1601 року повернулася до Гессен-Дармштадту й оселилася у замку Ліхтенберг, своїй удовиній резиденції.
Там і померла 12 січня 1618 року. Була похована 10 лютого 1618 року в задній частині крипти під хорами міської церкви Дармштадта.

## Родина

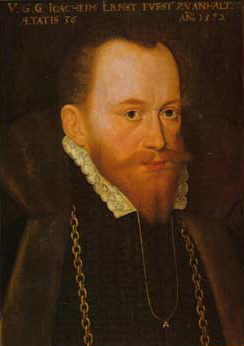
Потрет Йоакіма Ернста, 1572

Чоловік —  Йоакім Ернст
Діти:
- Бернхард (1571—1596) — полковник верхньосаксонської армії, одруженим не був, дітей не мав;
- Аґнеса Ядвіґа (1573—1616) — була двічі одружена, мала дев'ятеро дітей від другого шлюбу;
- Доротея Марія (1574—1617) — дружина герцога Саксен-Веймару Йоганна III, мала дванадцятеро дітей;
- Август (1575—1653) — князь Ангальт-Пльоцкау, був одружений із Сибіллою Зольмс-Лаубахською, мав восьмеро дітей;
- Рудольф (1576—1621) — князь Ангальт-Цербсту у 1606—1621 роках, був двічі одруженим, мав четверо дітей від обох шлюбів;
- Йоганн Ернст (1578—1601) — одруженим не був, дітей не мав;
- Людвіг (1579—1650) — князь Ангальт-Кьотену у 1605—1650 роках, був двічі одруженим, мав четверо дітей від обох шлюбів;
- Сабіна (1580—1599) — одружена не була, дітей не мала;
- Йоакім Крістоф (1582—1583) — прожив 1 рік;
- Анна Софія (1584—1652) — дружина графа Шварцбург-Рудольштадту Карла Ґюнтера, дітей не мала.

Чоловік —  Георг I
Діти:
- Генріх (1590—1601) — прожив 10 років.